# Faux Passeports
Ne doit pas être confondu avec Forgerie de papiers d'identité.
Faux Passeports, sous-titré ou les Mémoires d'un agitateur, est un recueil de nouvelles du belge Charles Plisnier, publié aux éditions Corrêa en 1937 et ayant obtenu le prix Goncourt la même année. Avec ce recueil, Plisnier devient le premier écrivain étranger à obtenir le plus prestigieux prix français.

## Historique
Le livre reçoit le prix Goncourt alors que Le Testament Donadieu de Georges Simenon était pressenti pour le prix et soutenu. Il remporte le prix dès le premier tour avec 6 voix, contre 3 pour Jean de la Varende auteur de Nez de Cuir, et 1 voix pour Pierre-Jean Launay, pour son roman Le Maître du temps.

## Résumé
Faux Passeports est un recueil de cinq nouvelles, qui explore le thème des révolutions et des luttes idéologiques à travers le prisme des histoires humaines de personnages confrontés à la violence et à l’engagement politique. Chaque récit met en lumière des figures revêtant divers rôles au sein des mouvements révolutionnaires, tout en soulignant l’intensité des passions humaines qui les animent.
1. Maurer : Cette première nouvelle se concentre sur la relation entre Pilar Gullhene y Arriaga, une bourgeoise intellectuelle, et Santiago Maurer, un anarchiste syndicaliste espagnol. Leur rencontre à Genève lors d'un congrès international des écrivains socialistes précède une histoire d'amour tumultueuse. Pilar, bien que séduite par la passion de Maurer, finit par retourner à son ancien milieu, tandis que Maurer est tué dans un contexte de lutte révolutionnaire. Cette nouvelle soulève des questions sur la sincérité et la profondeur des engagements.
2. Ditka : Ce récit suit une jeune révolutionnaire des Balkans, Ditka, qui lance des bombes pour provoquer un changement politique. Alors qu'elle est capturée et torturée, son esprit combatif reste intact. Les cicatrices qu'elle porte, témoins de sa souffrance, symbolisent le sacrifice des révolutionnaires, et son amour pour la cause souligne la tragédie de son engagement.
3. Carlotta : Cette nouvelle présente Carlotta, une femme d'origine aristocratique qui choisit de s'unir à un paysan. Leur amour symbolise une quête d'authenticité dans un monde en crise, mais Carlotta est confrontée à des dilemmes moraux qui mettent à l'épreuve ses convictions. La nouvelle l'interroge sur la vérité de ses choix et le prix de son amour.
4. Corvelise : Ce récit évoque Corvelise, un homme velléitaire qui sacrifie sa vie pour sauver celle d'un ami, Saurat, en prenant sa place lors d’une exécution à Berlin. Son geste révèle la complexité des loyautés dans un contexte politique troublé, soulignant la tragédie des individus pris dans des jeux de pouvoir.
5. Légor : La dernière et sans doute la plus marquante nouvelle se concentre sur Iegor, un ancien militant qui fait face à la trahison au sein de son parti. Accusé à tort, il préfère mentir pour préserver l’honneur du parti, illustrant la tension entre l'individu et la collectivité dans le contexte stalinien. Ce récit offre une réflexion profonde sur les conséquences des idéologies politiques et le sacrifice de l'individu au nom de la cause.

## Accueil critique
Jean Vignaud souligne que Charles Plisnier, en utilisant le pronom « nous », ne se limite pas à relater ses propres expériences, et où l'auteur reprend à son compte le mot de Gerhardi : « Le je de ce livre n'est pas moi ». Il apprécie l'honnêteté de Plisnier, qui évite de compromettre ses anciens camarades. Vignaud trouve que les récits de « Faux Passeports » imitent un son « frappant de vérité », mais se questionne sur leur originalité, évoquant des souvenirs d'André Hébert et de Malraux, notant que « nous avons affaire à un rare tempérament de conteur ». Il décrit Plisnier comme un « tendre », malgré des éléments parfois « romantiques » dans les relations entre ses personnages. En évoquant la rencontre entre Pilar et Santiago Maurer, il note que le récit est « saisissant », mais se demande si une femme de la classe de Pilar pourrait vraiment s'engager avec Maurer. Vignaud conclut que Faux Passeports offre un « son nouveau » tout en peignant des êtres « enchaînés », une réflexion sur leur condition.
Jean-Pierre Maxence affirme que Faux Passeports marque une évolution notable par rapport à Mariages, soulignant que « le style, en effet, s’est affermi » et est devenu « concise et nerveux », tout en gagnant en « correction, en couleur et en harmonie ». Il loue la profondeur des caractères et le récit vivant, tout en notant que Plisnier « ne dispose pas de ce langage souvent magnifique d’amertume et de fièvre qui est celui de M. Malraux ». Maxence insiste sur la clarté et la « clairvoyance » du romancier, qui « voit mieux les hommes » et libère « leurs secrets desseins ». Il souligne également la force originale des récits, avec une mention spéciale pour Sigor, qui « exprime l’état le plus récent de la pensée de M. Charles Plisnier ». Maxence apprécie que Plisnier aborde « a détestation du communisme" sans compromettre la qualité de son récit. Il conclut en louant l'auteur pour sa capacité à « créer » à partir de ses observations, indiquant que la lecture de Faux Passeports laisse « l’impression d’un grand créateur » alliant « colère et lucidité ».
Georges Altman exprime une profonde admiration pour Faux Passeports, qu'il considère comme un « témoignage littéraire » riche en passion et en humanité. Il souligne que l’« intervention subjective » de l’auteur renforce « la valeur du récit ». Altman évoque les cinq histoires de révolutionnaires qui, au cœur de « grandes convulsions sociales et politiques », incarnent l’héroïsme et le sacrifice. Il admire particulièrement la manière dont Plisnier réussit à donner vie à ses personnages, les rendant « des personnes humaines » échappant à la « morgue » des légendes. Le critique apprécie également les passages empreints de « sensibilité de l’homme » et de « chaleur humaine », faisant ressortir un « goût de vie et un goût de cendres ». Ce mélange confère à l'œuvre un « frémissement » évocateur, ce qui en fait un des livres emblématiques d’une époque marquée par la lutte et l'espoir.
Pierre de Massot exprime une opinion très favorable sur l’œuvre de Charles Plisnier, la qualifiant de « remarquable » et saluant le recueil de nouvelles Faux Passeports comme une œuvre « intense » et « brûlante du feu intérieur ». Il note que les personnages qui émergent de ces pages sont « inoubliables » et gravés dans une « atmosphère de meurtre, d’incendie, de douleur ». De Massot souligne également la profondeur de l’écriture de Plisnier, qui illustre un « besoin d’un soulagement profond » et révèle une « épouvantable torture ». Enfin, il conclut que les talents de Charles Plisnier, déjà reconnus lors de la publication de Mariages, « n’ont fait que grandir ».

## Éditions
- Faux Passeports, éditions Corrêa, 1937.
- Faux Passeports, avec une postface de Pierre Mertens, collection Espace Nord, 2019 - ISBN : 978-2-87568-422-9